# Paradossenus
Paradossenus là một chi nhện trong họ Trechaleidae.

## Các loài
- Paradossenus acanthocymbium Carico & Silva, 2010
- Paradossenus benicito Carico & Silva, 2010
- Paradossenus caricoi Sierwald, 1993
- Paradossenus corumba Brescovit & Raizer, 2000
- Paradossenus isthmus Carico & Silva, 2010
- Paradossenus longipes (Taczanowski, 1874)
- Paradossenus makuxi Silva & Lise, 2011
- Paradossenus minimus (Mello-Leitão, 1940)
- Paradossenus pozo Carico & Silva, 2010
- Paradossenus pulcher Sierwald, 1993
- Paradossenus sabana Carico & Silva, 2010
- Paradossenus santaremensis (Silva & Lise, 2006)
- Paradossenus tocantins Carico & Silva, 2010